# Брашов (окръг)
 Тази статия е за окръг Брашов.  За града вижте Брашов.  
Брашов e окръг в историческия регион Трансилвания в Румъния. Площта му е 5363 квадратни километра, а населението – 553 278 души (по приблизителна оценка от януари 2020 г.).

## Списък с градовете в окръг Брашов
- Брашов
- Фъгъраш
- Съчеле
- Зърнещ
- Кодля
- Ръшнов
- Виктория
- Предял
- Рупя